# White Material
White Material is een Franse film uit 2009, geregisseerd door Claire Denis en meegeschreven door Marie NDiaye met Isabelle Huppert in de hoofdrol.
De film vertelt het verhaal van de blanke vrouw Maria Vial, die met haar ex-man André een koffieplantage heeft in een Afrikaans land. Terwijl een burgeroorlog uitbreekt, blijft ze met haar gezin op de plantage, ondanks waarschuwingen om te vertrekken. Zijzelf, haar zoon, haar stiefzoon, André, het personeel en omwonenden proberen allemaal hun hachje te redden en het beste te maken van de situatie. In hun nood wisselen velen voortdurend van loyaliteit. Uiteindelijk blijft Maria achter in een positie die doet denken aan de Mutter Courage van Bertolt Brecht.
De film werd in 2009 uitgebracht op het festival van Venetië en werd genomineerd voor de Gouden Leeuw. In 2017 werd hij door The New York Times op de vijftiende plaats gezet van de "The 25 Best Films of the 21st Century (So Far)".

## Verhaal
Maria Vial is een blanke Franse boerin die in een niet nader genoemd Afrikaans land in de huidige tijd een mislukte koffieplantage uitbaat met haar ex-man, André, en haar zieke vader. Maria en André hebben een luie, labiele zoon Manuel; André heeft ook nog een half-Afrikaanse zoon, José. Een burgeroorlog is uitgebroken en rebellen, veel van hen kindsoldaten, trekken voort in het gebied. Het Franse leger, dat zich terugtrekt, probeert nog een laatste keer Maria ervan te overtuigen om te vertrekken. Ze blijft halsstarrig in haar wil om het huis van haar familie te redden, en slaat de waarschuwingen in de wind. Ondertussen spoort een diskjockey op de radio de rebellen aan en zegt hen koloniale symbolen aan te vallen. De arbeiders van Maria vluchten uit schrik voor het nakende conflict. Koppig weigert Maria om haar plantage en oogst, die binnen vijf dagen klaar is, te verlaten. Terwijl ze haar leven riskeert en André niet kan vinden, rijdt ze naar een dorpje om mannen in te huren om haar koffieoogst af te werken. Onderweg is ze verplicht om bandieten aan een wegversperring te betalen omdat ze haar dreigen te vermoorden. Nadat ze arbeiders ingehuurd heeft stopt ze aan een basisschool en haalt er José op, de andere zoon van André. José is een jongen van ongeveer twaalf jaar oud, waarvan we later komen te weten dat zijn moeder de poetsvrouw is van de vader van André.
Ondertussen zien we André in een dorpsvergadering met de burgemeester, Chérif. Deze ziet dat André wanhopig is, maakt gebruik van de situatie en stelt voor om de plantage over te kopen ter waarde van de schulden die André heeft. Chérif heeft de handtekening nodig van de vader van André om de koffieplantage over te dragen. Wanneer Maria terug is op de plantage zoekt ze haar zoon Manuel en vindt hem terug in zijn bed. Het is al in de namiddag. Ze probeert hem wakker te maken en terwijl ze dat doet, klaagt ze tegen hem over zijn lusteloosheid en het feit dat hij geen doel heeft in het leven. Manuel staat op en na een zwembeurt in een vijver is hij geïntrigeerd door een geluid bij het huis. Hij volgt dit geluid en komt uit bij twee jonge rebellen. Zij lopen en ondanks zijn gebrek aan schoeisel volgt Manuel ze tot ver van zijn huis. Uiteindelijk sluiten ze hem in en ontdekt hij dat ze gewapend zijn, met een speer en een machete. De jongens bedreigen hem, snijden een deel af van zijn haar en trekken zich terug in de bush terwijl ze enkele schoten lossen.
Maria, André en enkele arbeiders komen uit bij Manuel en zijn gechoqueerd als ze hem naakt terugvinden in een veld. Het feit dat de oudste jongen zijn geweer in Manuel zijn broek stak, dat hij in shock is, zijn knieën en handen vuil zijn en nadien zijn overreactie suggereert dat hij uit het zicht van de camera verkracht werd. Maria laadt hem op de tractor en rijdt terug naar het huis. Manuel, duidelijk getraumatiseerd en over zijn toeren, springt van de tractor en gaat naar het huis van zijn grootvader. Daar reageert de stevig getatoeëerde Manuel op zijn aanval door zijn hoofd kaal te scheren, zijn grootvaders geweer te stelen en de moeder van José aan te vallen. Daarna verdwijnt hij op de motor van zijn moeder.
Ondanks de niet aflatende pleidooien om te vertrekken vanwege André, blijft Maria standvastig in haar pogingen om de oogst binnen te halen. Ze komt erachter dat de gewonde rebellenheld “The Boxer“ zich in een van haar schuren bevindt en ze geeft hem eten. Als de nacht valt gaan de werkers slapen en Maria valt in slaap en begint te dromen. Ze droomt van een eerdere avond waar ze met Chérif haar zoon Manuel bespreekt in wat lijkt op een romantische avond met marihuana. Chérif waarschuwt Maria dat haar zoon een halve gek is. Het brengt haar aan het lachen. Ze wordt wakker uit de droom en probeert verder te werken, maar ze hoort ondertussen op de radio dat The Boxer ondergebracht werd bij “buitenlanders” en dat loyale burgers ertegen in opstand moeten komen. Ook haar arbeiders horen dit en ze eisen dat ze onmiddellijk uitbetaald worden. Onder dreiging van een wapen opent Maria de safe en merkt dat alle geld verdwenen is. Dit laatste gebeurde waarschijnlijk door André, om met dat geld veilig uit het land te geraken. De arbeiders eisen dat ze hun terug brengt naar de stad. Maria gaat akkoord en rijdt hen terug.
Voordat ze het dorp terug bereiken, worden ze tegengehouden door een groep van jonge rebellen, die haar kleding en juwelen lijken te dragen. De rebellen eisen de truck op en als een arbeider protesteert, dat ze gewoon arme dorpelingen zijn, schieten ze de arbeider dood. Ze vertrekken met de truck en laten Maria langs de weg achter. Maria merkt dat ze de apotheek leeggeroofd hebben en de dokter en assistent doodgeschoten hebben. Terwijl de rebellen met de truck langs de weg rijden, worden ze achtervolgd door Manuel. Hij vertelt hen dat hij weet waar “The Boxer” zich bevindt en  brengt hen terug naar de plantage. Hij is duidelijk gek geworden als hij de rebellen de voedselvoorraad toont. De rebellen en Manuel doen zich tegoed aan het eten en slikken ook zeer veel pillen die ze gestolen hebben. Bijna allemaal raken ze bewusteloos rondom het huis.
Regeringstroepen herwinnen de controle over het gebied. We zien hen de plantages opkomen voor de ogen van de vader van André. Hij waarschuwt niemand binnenin  de gebouwen. We zien de troepen van kamer naar kamer gaan terwijl ze de keel oversnijden van de rebellen die bewusteloos zijn van de voedsel- en medicijnenorgie. De regeringstroepen sluiten Manuel dan op in een van de bijgebouwen en verbranden hem levend. André wordt dood getoond, op de grond van het huis, met de paspoorten van de familie in zijn handen.
In het dorpje is Maria overmand door emoties en ze zoekt naar vervoer terug naar de plantage wanneer ze Chérif ziet. Hij geeft haar een rit terug naar de plantage. Op de plantage vindt Maria het verkoolde lichaam van Manuel. We zien de vader van André, die op het domein rondloopt waar Manuel verbrand werd. Maria vermoordt de vader van André met een machete, omdat ze denkt dat hij deels verantwoordelijk is voor de dood van haar zoon. Een andere reden kan zijn dat hij beloofd had dat Maria de plantage volledig zou erven. Maar hij lijkt zijn belofte gebroken te hebben door diezelfde dag de plantage verkocht te hebben aan Chérif, de burgemeester.
Op het einde zien we een rebel het gebied verlaten met een hoofwonde. Hij draagt de baret van "The Boxer". Hij steekt die weg in zijn broek en loopt verder het landschap in.

## Productie

### Rolverdeling
- Isabelle Huppert als Maria
- Christopher Lambert als André, haar man
- Nicolas Duvauchelle als Manuel, hun zoon
- Isaach de Bankolé als The Boxer”
- Adèle Ado als Lucie
- Michel Subor als André zijn vader
- William Nadylam als Chérif, de burgemeester
- David Gozlan als Hamudi

### Opnamen
De film is opgenomen in Frankrijk en Kameroen.

## Presentatie

### Festival van Venetië, bioscopen en tv
De film werd op 6 september 2009 uitgebracht op het Filmfestival van Venetië en toerde tot januari 2010 uitsluitend langs festivals, in Nederland het International Film Festival Rotterdam op 28 januari. In Frankrijk kwam de film op 24 maart in de bioscopen, in andere landen vanaf 1 juli. Tot 2015 was de film regelmatig op internationale festivals te zien. Op 14 april 2014 werd in Polen een dvd met extra's uitgebracht en de televisiepremière was op 15 mei 2014 in Duitsland.

### Dvd-markt
In april 2011 werd een digitale versie van de film uitgebracht op dvd en Blu-ray door The Criterion Collection, met als extra’s:
- nieuwe interviews met Denis en actrice Isabelle Huppert en acteur Isaach de Bankolé
- een korte documentaire gemaakt door Denis op de première van het Ecrans Noirs Film Festival in Kameroen
- verwijderde scenes

## Recensies
Enkele critici vergelijken de rol van Maria met die van Bertolt Brechts Mutter Courage, als vrouw die tot het uiterste gaat om haar bestaansgrond te behouden, uiteindelijk ten koste van haar familie en gezin en vrijwel al haar bezit.
- White Material kreeg overwegend goede kritieken van de filmcritici met een score van 88% op Rotten Tomatoes.[5]
- Manobla Dragis van The New York Times omschrijft de film als “… sterke, gepijnigde film”.
- Roger Ebert was vooral onder de indruk van het werk van Isabelle Huppert, "… klein en slank, vertegenwoordigt ze de kracht van een vechter. In zo veel films is ze een nooit aflatende kracht, maar toch laat ze nergens zien hoe ze dit doet. Ze doet bijna nooit aan overacting. De kracht leeft binnenin haar. Soms is ze mysterieus niet-passief, we zien wat ze kan doen, maar ze geeft geen stem- of oogsignalen die het uitleggen."
- Michael Koresky van IndieWire gaat akkoord en prijst de gehele cast. "Maria is lang niet het enige personage in de film. Christophe Lambert geeft een verrassend fragiele vertoning van haar ex-man, terwijl Nicolas Duvauchelle gewoon beangstigend is als de mooie, blonde luie Manuel. Manuel daalt af tot speciale pathologische dieptes en duwt zichzelf in onverwachte actie."
- Kenneth Turan van de Los Angeles Times hemelt de film ook op. "Hoewel het over serieuze politieke thema’s gaat en handelt over diep innerlijke problemen, is misschien wel het meest verrassend aan White Material dat ze nooit vergeten om kunstige schoonheid toe te voegen."

### Toptienlijsten
De film verscheen in een aantal top 10-lijsten van "Beste film van 2010" van een aantal recensenten:
- 1e - Guy Lodge, In Contention[6]
- 2e - Michael W. Phillips, Goatdog's Movies[7]
- 3e - Reverse Shot[8]
- 3e -Amy Taubin, Film Comment
- 3e - Mike Wilmington, Movie City News
- 4e - Sean Axmaker, MSN Movies
- 5e - Mark Asch, L Magazine
- 5e - J. Hoberman, San Francisco Weekly
- 6e – Melissa Anderson, The Village Voice
- 10e – Caryn James, IndieWIRE
- 10e – James Rocchi, MSN Movies

### Prijzen en nominaties
- Nominatie – Denver Film Critics Society Award for Best Foreign Language Film
- Nominatie – Gouden Leeuw – Claire Denis
- Nominatie – Satellite Award for Best Foreign Language Film
- Nominatie – Washington DC Area Film Critics Association Award for Best Foreign Language Film